# Jona Willem te Water
Jona Willem te Water (Zaamslag, 28 oktober 1740 - Leiden, 19 oktober 1822) was een predikant, historicus en theoloog.

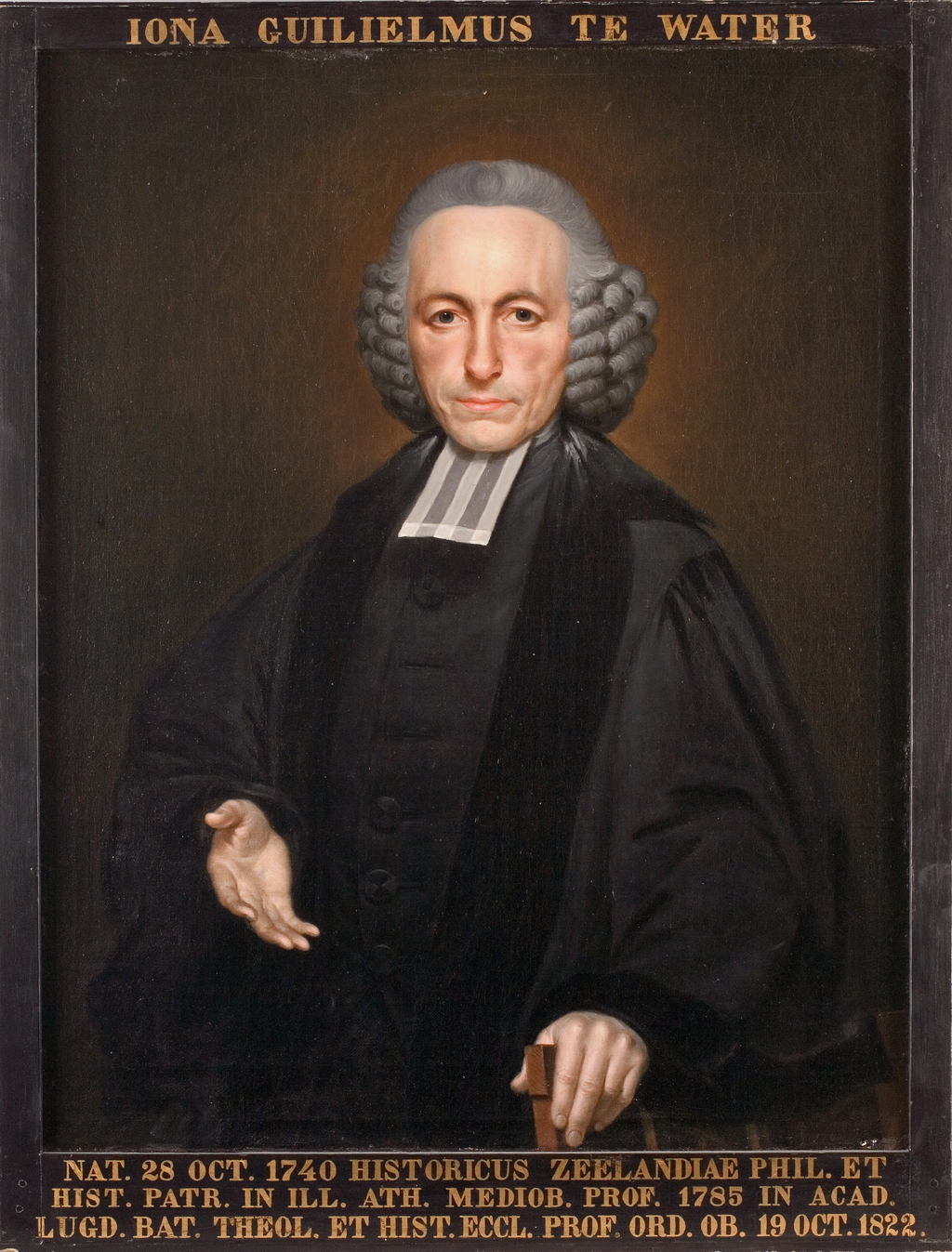
Jona Willem te Water, 1740 - 1822

## Levensloop
Jona Willem te Water zag het levenslicht op 28 oktober 1740 in Zaamslag, Zeeuws-Vlaanderen. Zijn geboortedorp was toen nog een jong dorp, het werd hersticht in 1650.
Hij was de zoon van Willem te Water, volgens een document gedateerd op 3 december 1729 was die predikant te Zaamslag. De grootouders van Jona Willem heetten Hendrik en Eva te Water.
Te Water volgde een opleiding Theologie in Utrecht en kon na zijn studie aan de slag als predikant te Veere. Hij stond bekend om zijn strenge, doch alom toch rechtvaardig beschouwde, mening.
Hij huwde Paulina Cornelia Mounier, een Middelburgse koopmansdochter. Zijn tweede gemeente was in Vlissingen.
Te Water trad toe tot het Zeeuwsch Genootschap der Wetenschappen en was tegen het begraven van doden in de kerk, hij vond dit een bedreiging voor de gezondheid.
Jona Willem te Water was als docent verbonden aan de Universiteit van Leiden. Hij leefde echter in een onzekere tijd; hij was Orangist. De roep om een revolutie, in navolging van Amerika, vond steeds meer gehoor. Te Waters baan wankelde tijdens de Bataafse Revolutie in 1795, maar wist hem ternauwernood te behouden. Echter, in 1815 werd hij buiten gezet.
Om zijn naam te zuiveren schreef hij een autobiografie, die pas na zijn dood door zijn broer uitgegeven werd.
Te Water overleed op 19 oktober 1822. Hij wordt gezien als een belangrijk voerman binnen de Nederlands Hervormde Kerk en van de geschiedkunde.

## De ontploffing van het Leidse kruitschip

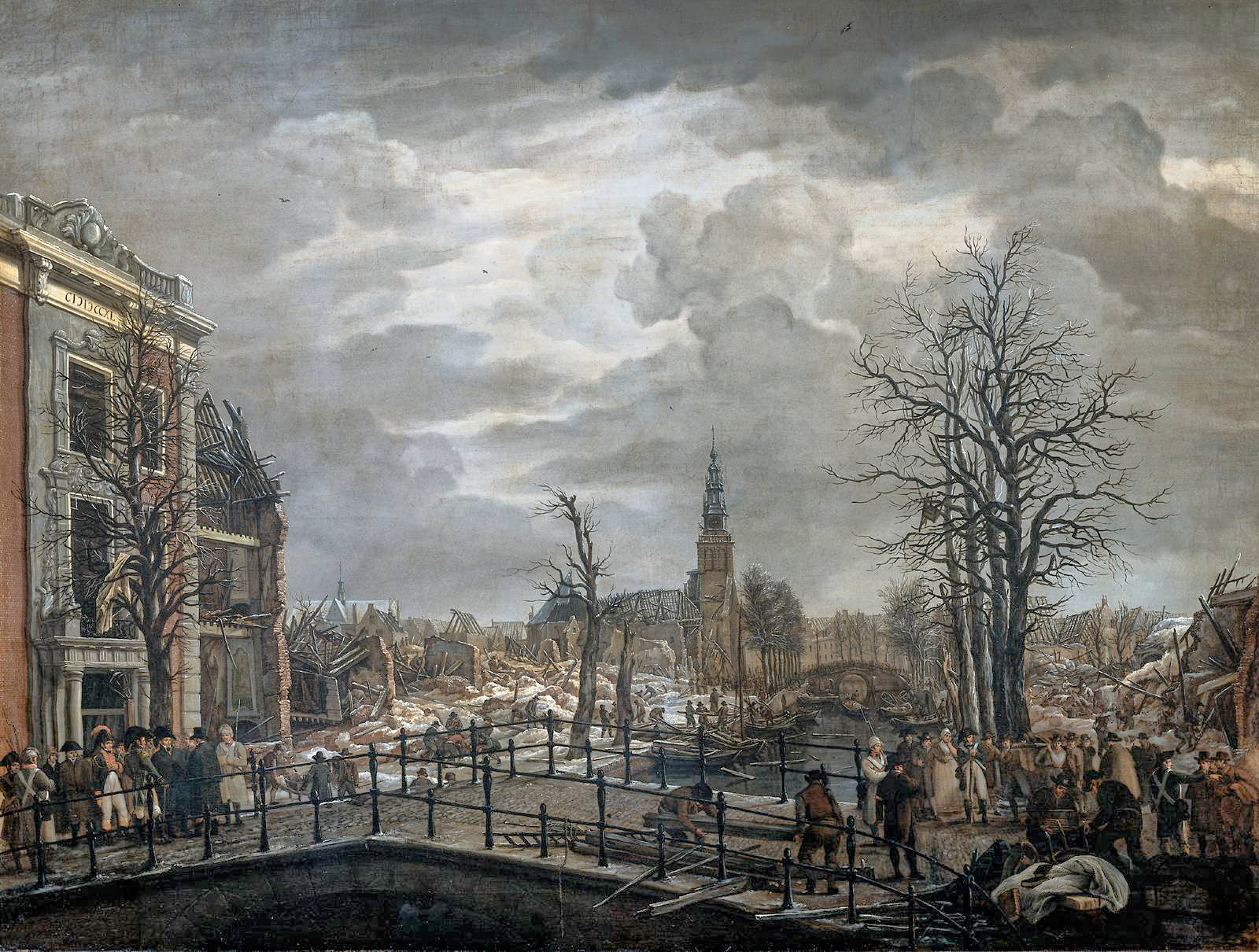
De rampplek aan het Rapenburg in Leiden, niet ver van de woonplaats van Te Water

In 1807 ontplofte een kruitschip aan de Leidse Rapenburg, waardoor deze chique buurt in een puinhoop veranderde. Koning Lodewijk Napoleon kwam de rampplek bezoeken.
Over deze ontploffing gaan verschillende anekdotes de ronde. Een bekend verhaal heeft betrekking op de vrouw van Te Water, die stokdoof was. Ze zou op het moment van de knal de beroemde zin uitgesproken hebben :'Zei u iets, Te Water?'. De vraag is of het waargebeurd is, want naar het schijnt was de knal tot in Friesland te horen. Deze anekdote gaf Jona Willem te Water een grote bekendheid.

## Trivia
- In zijn geboorteplaats Zaamslag is een straat naar hem genoemd.
- Te Water 'ontdekte' min of meer Jacobus Bellamy. Hij merkte zijn talent op en zorgde ervoor dat hij in Utrecht kon studeren.

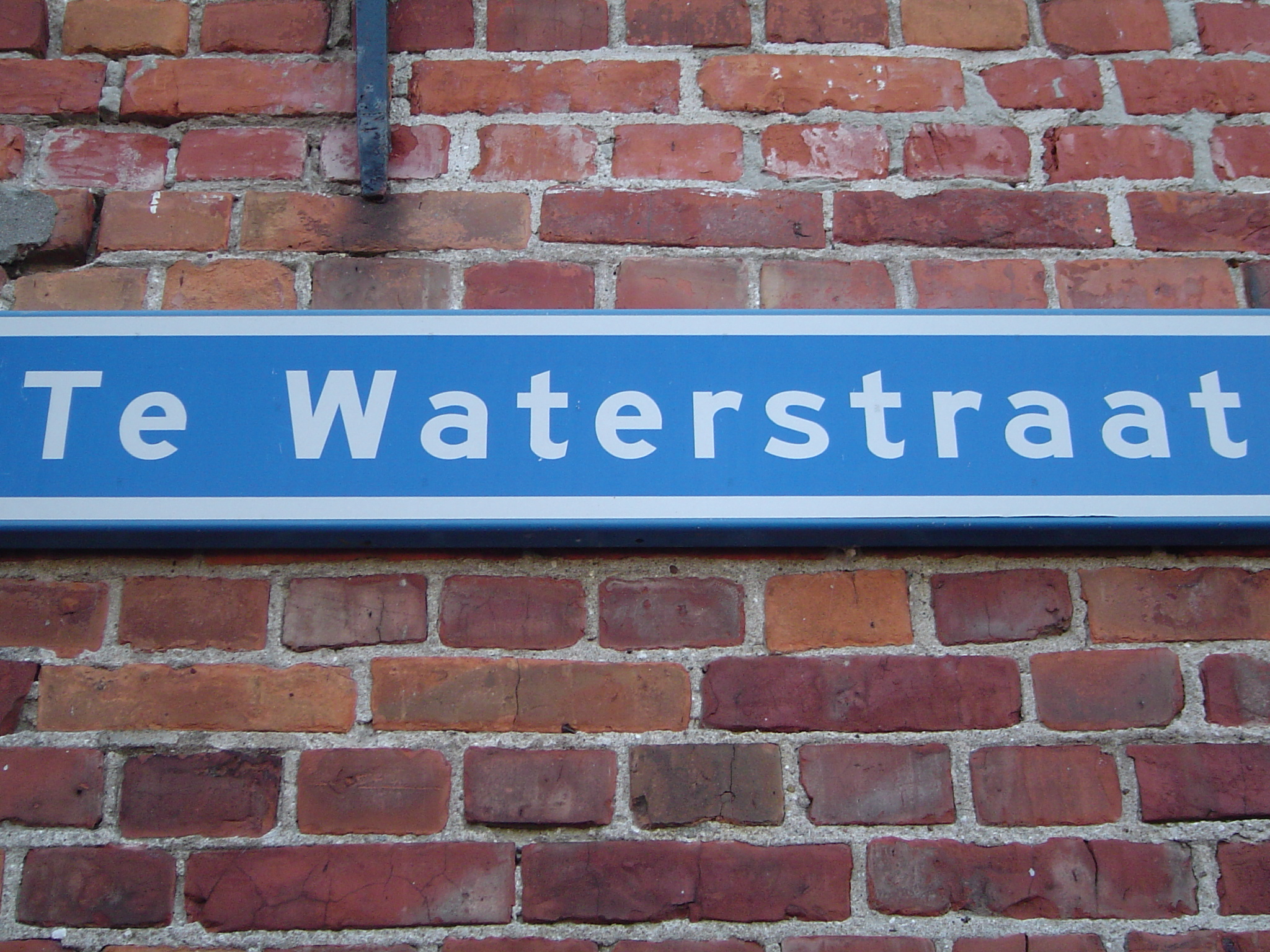
Straatnaambord van de Te Waterstraat in Zaamslag.